# Landevejen (Holbæk)
Landevejen  er en to sporet omfartsvej der går nord om byen Tuse ved Holbæk. Vejen er en del af sekundærrute 155 der går fra Store Grandløse til Løgtved, og er med til at lede trafikken  uden om byen Tuse og ud til Holbækmotorvejen primærrute 21 mod København og motortrafikvejen mod Sjællands Odde, så byen ikke bliver belastet af så meget gennemkørende trafik.
Vejen forbinder Kalundborgvej i øst med Landevejen i vest, og har forbindelse til frakørsel 20 Holbæk V og Tuse Byvej.